# Francisco del Toro (director)
Francisco del Toro, más conocido como Paco del Toro, es un cineasta, actor y escritor mexicano. 
Sus producciones cinematográficas se caracterizan por abordar temas controvertidos y asuntos sociales con temáticas planteadas desde un punto de vista proveniente de su fe cristiana evangélica. En 2008, del Toro fue catalogado por un periodista del diario El Universal como "uno de los cineastas más prolíficos de la cinematografía mexicana" de los últimos años. Su película más destacada a la fecha ha sido Cicatrices (2005), que fue galardonada con tres premios “Diosa de Plata”.

## Biografía
Francisco del Toro nació en 1956, en Saltillo, Coahuila. Es egresado del Instituto de Arte Dramático Andrés Soler donde estudió cinematografía y de la Universidad Nacional Autónoma de México donde estudió economía. 
Incursionó en el ambiente artístico a la edad de 17 años en el arte de la actuación, obteniendo papeles en teatro y televisión. En la década de 1980 participó como actor en varias películas mexicanas. Por su interpretación en Retrato de una mujer casada recibió una nominación al Mejor Actor de Reparto para el Premio "Diosa de Plata" de 1977.
En 1989, fundó la compañía Armagedón, con la cual comenzó a producir numerosas películas que comenzaron por grabarse en formato de vídeo (23 video-home en 16 mm) y largometrajes en 35 mm.
Como director, ha trabajado a lado de destacados actores tales como Ignacio López Tarso, José Carlos Ruiz, Julio Alemán, Eric del Castillo, Leticia Perdigón, Norma Herrera, Humberto Zurita, Fernando Ciangherotti, Norma Lazareno, Rafael Inclán, María Rojo, Claudio Obregón, María Sorté, Mauricio Islas, Evangelina Sosa, Raúl Araiza, Nora Salinas, Alonso Echánove, Fernando Carrillo, Roberto Palazuelos, Pepe Magaña, entre otros.

## Películas
Del Toro afirma que sus películas tratan de reflejar problemáticas que afectan a la compleja sociedad humana, mediante denuncias públicas en la pantalla grande. Debido a su fe cristiana evangélica, sus películas, que se ubican en el género dramático y melodramático, proponen una visión conservadora de las situaciones que plantean y usualmente incluyen mensajes evangélicos donde se hablan sobre Dios y promueve a aceptar a Jesucristo como Salvador. 
Del Toro dice producir películas que no tienen por mira llegar a los festivales de cine, sino que tienen el objetivo primordial de "que mucha gente las vea y encuentre algo positivo en ellas".
Muchas de las producciones de Paco del Toro han abordado tabúes y temas altamente controvertidos en la sociedad mexicana, tales como la violación sexual (Altos instintos, 1994), la depresión (Mujer de la calle, 1994), el vandalismo (Chavos banda, 1995), el tráfico ilegal (Duro de salvar, 1995), el satanismo (Persecución infernal, 1995), la persecución religiosa (Chamula, tierra de sangre, 1999), la religiosidad (A medias tintas, 1999), el sexo, alcoholismo (El chupes, 1992), la drogadicción (Círculo del vicio 1993, Drogadicto, 2000), los conflictos entre el catolicismo y protestantismo (Religión, la fuerza de la costumbre, 2000), el movimiento de la Nueva Era (Milenio, El principio del fin), el aborto (Punto y aparte, 2002), el culto a la muerte (La Santa Muerte, 2007), la violencia familiar y el machismo (Luna de hiel 1994, Cicatrices, 2005), el abuso sexual (Secretos de familia, 2009) y la adopción de parejas homosexuales (Pink... el rosa no es como lo pintan, 2016).
Pink fue particularmente controversial y mal recibida por el público, al ser duramente criticada en los medios por promover estereotipos de la homosexualidad y rechazar la percepción liberal de derechos sexuales que se tiene en la sociedad posmoderna. Aunque según Del Toro, lo que su película buscaba era defender el derecho de los niños adoptados a crecer con un padre y una madre, muchos redactores en medios de prensa le acusaron duramente de fomentar homofobia y le tacharon de discriminativa contra la comunidad LGBT. La película fue vetada en empresas importantes como Cinépolis y Netflix. 

## Filmografía

### Productor y director
- Pink... El rosa no es como lo pintan (2016)[6][7]
- Secretos de familia (2009)
- La Santa Muerte (2007)
- Cicatrices (2005)
- Punto y aparte (2002)
- Milenio, el principio del fin (2000)
- Religión, la fuerza de la costumbre (2000)
- Drogadicto (2000)
- A medias tintas (1999)
- Chamula, tierra de sangre (1999)
- Yuri: Mi verdadera historia (1997)
- Persecución infernal (1997)
- Víctimas callejeras (chavos banda) (1995)
- Duro de salvar (1995)
- Altos instintos (1995)
- Mujer de la calle (1994)
- Luna de hiel (1994)
- Círculo del vicio (1993)
- Un paso al cielo (1993)
- Hades, vida después de la muerte (1993)
- S.I.D.A., Síndrome de muerte (1993)
- El chupes (1992)
- Persecución infernal (1992)
- Codicia mortal (1991)
- El despiadado (1990)
- De lengua me como un plato (1990)
- Marcado por el odio (1989)
- Más que vencedores
- Torre fuerte

### Actor
- Chavos banda (1995)
- Retrato de una mujer casada (1982) - Felipe
- Aquel famoso Remington (1982) - Francisco del Toro
- La leyenda de Rodrigo
- La historia del Remington
- Crónica roja (1977) - Francisco del Toro

### Televisión (actor)
- ¡¡Cachún Cachún Ra Ra!! (1981) - Paco
- Una limosna de amor (1981)